# Mariana Allsopp González-Manrique
Mariana da Santíssima Trindade ou segundo seu nome de batismo Mariana Allsopp González-Manrique (Tepic, 24 de novembro de 1854 – Madrid, 15 de março de 1933) foi uma religiosa católica mexicana cofundadora, com o sacerdote Francisco de Asís Méndez Casariego, da congregação chamada Irmãs da Santíssima Trindade.

## Biografia

### Infância e família
Mariana Allsopp nasceu em Tepic, México, de pai inglês e de mãe espanhola, no seio de uma família abastada. Seu pai exercia a carreira diplomática. Ficou órfã de mãe em 1862, com apenas oito anos de idade. Com seus quatro irmãos ficou sob os cuidados de uma babá, até que em 1864 seu pai decide enviá-los à Espanha, deixando-os sob os cuidados da família materna de Mariana.
Mariana, quando pequena, foi educada no Colégio de Santa Isabel la Real, onde conheceu um ambiente típico das cortes europeias. Ainda assim Mariana, já desde muito pequena, sente o chamado a fazer obras de caridade pelos mais necessitados e era aficionada a leitura de livros de piedade. O que deixou nela o desejo de uma consagração mais profunda a Deus.

### Encontro com o venerável Francisco Méndez
Em 1882 conhece o venerável Francisco de Asís Méndez Casariego, cônego de Madri, que tinha entre seus objetivos a fundação de uma comunidade religiosa feminina para acolher as “jovens desencaminhadas”. Mariana sentiu que esta era precisamente a vocação à qual se sentia chamada. Os dois idealizaram juntos um projeto que se concretizou em 2 de fevereiro de 1885, na Igreja da Encarnação, com a fundação do Instituto das Irmãs da Santíssima Trindade, cujos estatutos foram aprovados pelo bispo de Madri em 1888.
A missão primordial do novo instituto religioso, à qual Mariana se entregou por completo, era a defesa das mulheres objeto das redes de prostituição, ajudando-as a escapar e acolhendo-as em suas próprias casas, nas quais mantinham sempre as portas abertas, de tal modo que quem quisesse buscar refúgio nelas não encontrasse obstáculo algum. Ação louvada e citada pelo Papa Francisco em sua mensagem ao Ministro geral dos Trinitários de 17 de dezembro de 2013: Esse é o interesse de Cristo, e por isso as casas de vossa Família têm a «porta sempre aberta» para a acolhida fraterna (Diretório primitivo das Irmãs Trinitárias 2, cf. Evangelii gaudium, 46).

### Consolidação e expansão do Instituto
A primeira casa da fundação foi a da Rua Obelisco, nos arredores de Madri, onde instalaram uma oficina na qual ensinavam a passar, costurar e bordar, para ter ocupadas as jovens acolhidas. Logo, pela grande quantidade de interessadas, a casa ficou pequena. Apesar das dificuldades que as irmãs tiveram devido às rusgas com os vizinhos que não estavam de acordo com seu estilo de vida, Mariana e suas primeiras companheiras tomam o hábito em 18 de março de 1888. A partir desta ocasião será conhecida como irmã Mariana da Santíssima Trindade.
Em 26 de março de 1907, com setenta e três Irmãs Trinitárias, Mariana faz sua profissão perpétua e começa uma explosão de novas fundações que levarão as irmãs a atravessar o oceano chegando à Argentina e ao México, terra natal da cofundadora. Durante o recrudescimento antirreligioso que se deu primeiro no México e depois na Espanha, a religiosa confortou suas filhas espirituais, mediante correspondência, animando-as a não deixar por nada o trabalho ao qual haviam se consagrado.

### Falecimento
Em 15 de março de 1933, após um árduo trabalho de fundação de novas casas e animação de suas irmãs, morreu madre Mariana. Seus restos descansam junto aos do venerável Francisco de Asís Méndez na capela da casa mãe da congregação.

### Processo de beatificação
O processo diocesano de beatificação foi aberto em 1998, encerrando-se no ano 2000. Agora está nas mãos da Santa Sé. Em 21 de maio de 2022, o Papa Francisco aprovou a declaração de Venerável, demonstrando a heroicidade de suas virtudes.